# Křivoklát (městys)
Městys Křivoklát (německy Pürglitz) se nachází v okrese Rakovník, kraj Středočeský, zhruba 13 km jihovýchodně od Rakovníka. Žije zde 674 obyvatel.

## Historie
První písemná zmínka o osídlení tohoto místa pochází z roku 1110.
Na místě hradu Křivoklát bývalo přemyslovské hradiště, na začátku 12. století nově opevněné. Ve druhé polovině 13. století zde vznikl gotický hrad, který byl od té doby mnohokrát upraven. Sloužil především jako lovecký. V letech 1643 a 1826 vyhořel, po roce 1826 byl romanticky přestavěn, což výrazně změnilo jeho podobu, koncem 19. století byl částečně upraven k původní podobě.
Mlýn a ves v podhradí vznikly někdy na přelomu 14. a 15. století a nesly název Budy. Nad hradem vznikl v 16. století hospodářský dvůr a ves Čamrdoves, roku 1818 na počest Amálie Bádenské přejmenovaná na Amalín (Amalienberg). Městečko Křivoklát vzniklo roku 1896 sloučením těchto vsí Budy a Amalín.
Dlouhou tradici má v Křivoklátě lesnické školství. Již v letech 1839–1848 fungovala v Amalíně pod vedením fürstenberského vrchního lesmistra Ing. Jana Gintla lesnická škola. Od roku 1961 vychovává mladé lesníky SLŠ a SOU Křivoklát, situovaná v místní části Písky.
S účinností od 1. prosince 2006 byl 10. listopadu 2006 obci vrácen status městyse.

### Územněsprávní začlenění
Dějiny územněsprávního začleňování zahrnují období od roku 1850 do současnosti. V chronologickém přehledu je uvedena územně administrativní příslušnost obce v roce, kdy ke změně došlo:
- 1850 země česká, kraj Praha, politický okres Rakovník, soudní okres Křivoklát[6]
- 1855 země česká, kraj Praha, soudní okres Křivoklát
- 1868 země česká, politický okres Rakovník, soudní okres Křivoklát
- 1939 země česká, Oberlandrat Kladno, politický okres Rakovník, soudní okres Křivoklát[7]
- 1942 země česká, Oberlandrat Praha, politický okres Rakovník, soudní okres Křivoklát[8]
- 1945 země česká, správní okres Rakovník, soudní okres Křivoklát[9]
- 1949 Pražský kraj, okres Rakovník[10]
- 1960 Středočeský kraj, okres Rakovník
- 2003 Středočeský kraj, obec s rozšířenou působností Rakovník

### Rok 1932
V městysi Křivoklát (přísl. Častonice, 800 obyvatel, poštovní úřad, telegrafní úřad, telefonní úřad, okresní soud, četnická stanice, katol. kostel, sbor dobrovolných hasičů) byly v roce 1932 evidovány tyto živnosti a obchody: 2 lékaři, notář, 3 autodopravci, biograf Sokol, cukrář, drogerie, 3 elektrinstalatéři, fotoateliér, geometr, 2 hodináři, 3 holiči, 2 hostince, 2 hotely (Musil, Sýkora), klempíř, knihař, kominík, 2 krejčí, lékárna, malíř, mlýn, mydlářství, obchod s obuví Baťa, 3 obuvníci, 4 pekaři, pila, Fürstenberský pivovar, porodní asistentka, 3 řezníci, sedlář, 9 obchodů se smíšeným zbožím, Okresní hospodářská záložna, Spořitelna Rakovnická, stavitel, 4 obchody se střižním zbožím, 2 švadleny, hlavní sklad tabáku, 2 truhláři, 3 trafiky, obchod s uhlím, velkostek státní správy, 2 zámečnictví, zubní ateliér.

## Části městyse
Obec Křivoklát se skládá ze tří částí na v katastrálním území Křivoklát:
- Křivoklát (zahrnuje Budy i Amalín)
- Častonice
- Písky

Od 1. ledna 1980 do 23. listopadu 1990 k městysi patřily i Roztoky.

## Pamětihodnosti
Dominantou městyse je hrad Křivoklát, tyčící se na ostrožně Rakovnického potoka. Je to významný královský hrad z 13. století, výrazně upravený za Vladislava Jagellonského, později rodové sídlo Füsternberků, od roku 1929 je v majetku státu. V roce 1989 byl prohlášen národní kulturní památkou.

### Další pamětihodnosti
- Novogotický kostel svatého Petra v Amalíně (J. Mocker)
- Náhrobek Emila Kratochvíla na lesním hřbitově (autor : Jože Plečnik, 1912)
- Výklenková kaplička Panny Marie ve středu obce
- Sloup se sochou svatého Jana Nepomuckého na cestě ke hradu
- Pomník K. E. Fürstenberga v lese nad vesnicí
- Vodní mlýn – č.p. 88
- Přírodní rezervace Brdatka
- Přírodní rezervace Na Babě

## Doprava
Dopravní síť
- Pozemní komunikace – Městysem prochází silnice II/201 v úseku Kralovice - Slabce - Křivoklát - Zbečno - Unhošť. V městysi končí silnice II/227 Žatec - Rakovník - Křivoklát. Městysem prochází silnice II/236 Slaný - Lány - Křivoklát - Zdice.
- Železnice – Městys Křivoklát leží na železniční trati Beroun - Rakovník. Je to jednokolejná celostátní trať, doprava na ní byla zahájena roku 1878.

Veřejná doprava 2011
- Autobusová doprava – Z městyse jezdily autobusové linky např. do těchto cílů: Branov, Praha, Rakovník.
- Železniční doprava – V železniční zastávce Křivoklát zastavovalo v pracovních dnech 12 párů osobních vlaků, o víkendech 10 párů osobních vlaků. Od roku 2003 jezdí několikrát ročně z Prahy do zastávky Křivoklát speciální historický spěšný vlak Křivoklát expres u příležitosti akcí konaných na hradě (Velikonoce na Křivoklátě, v srpnu Křivořezání, podzimní Křivoklání a v prosinci Advent na Křivoklátě).

## Osobnosti
- Emil Flusser (1888–1942),  lékař a mírový aktivista, oběť holokaustu

## Galerie

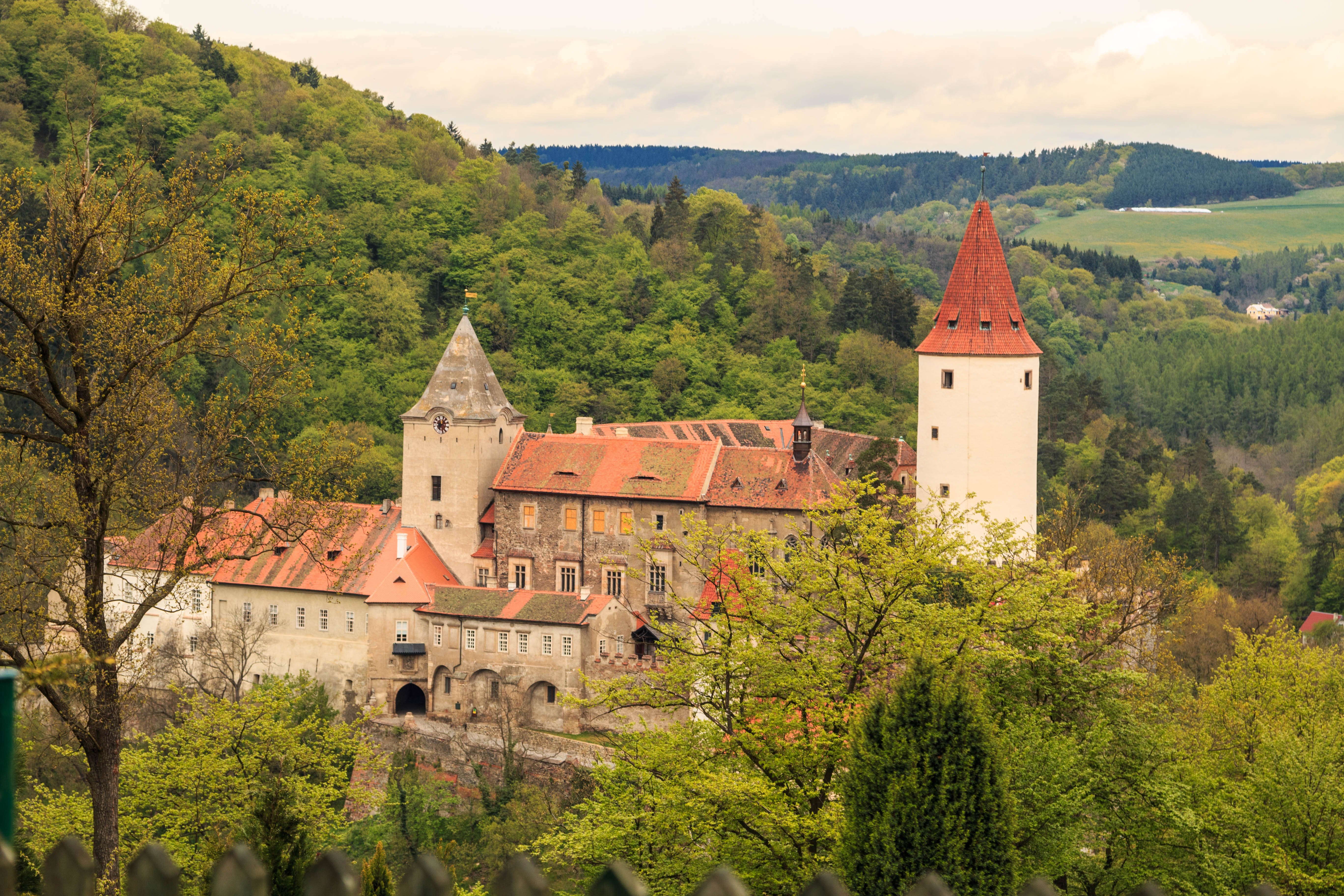
hrad Křivoklát
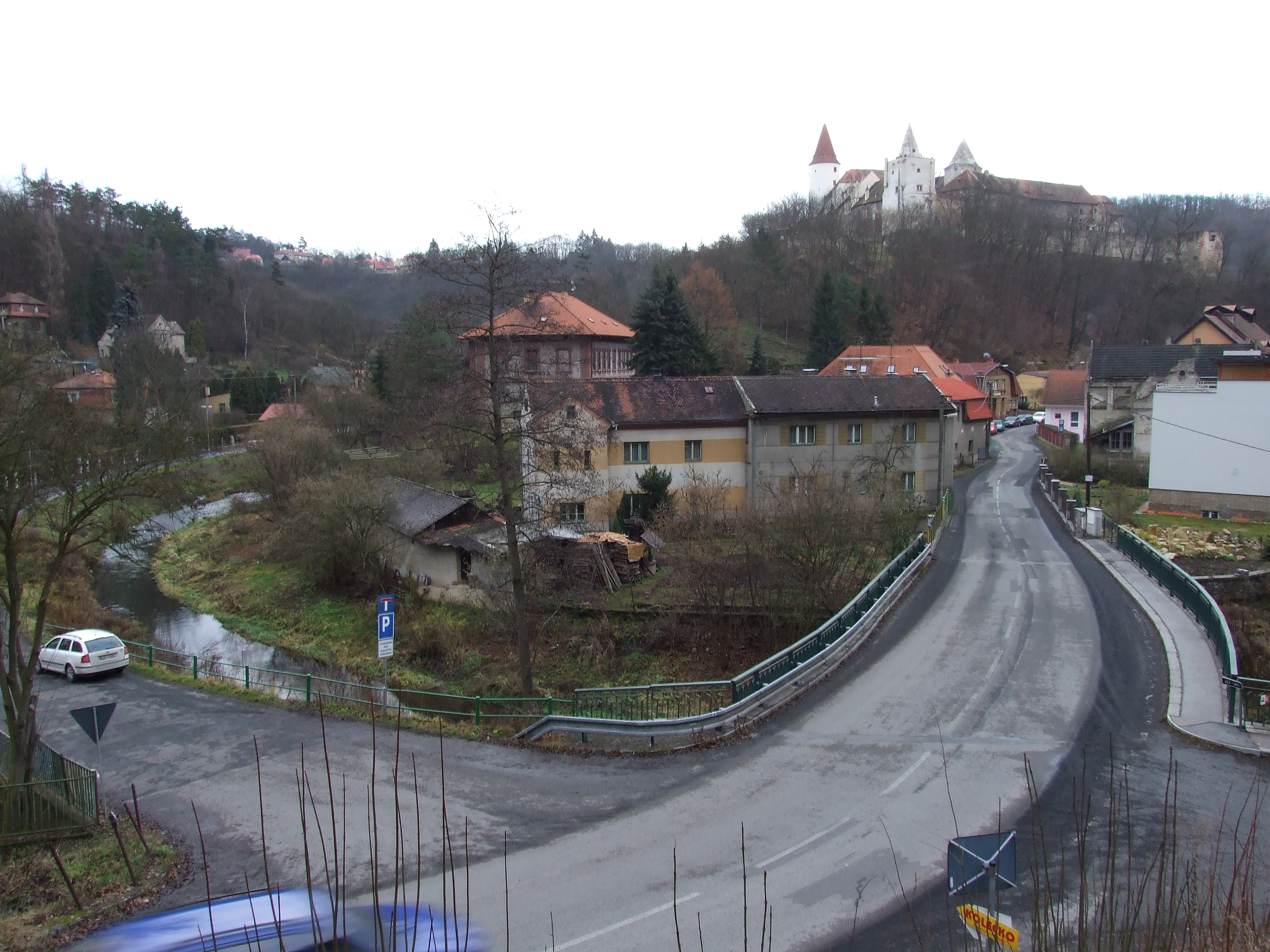
Dolní Křivoklát (Budy).
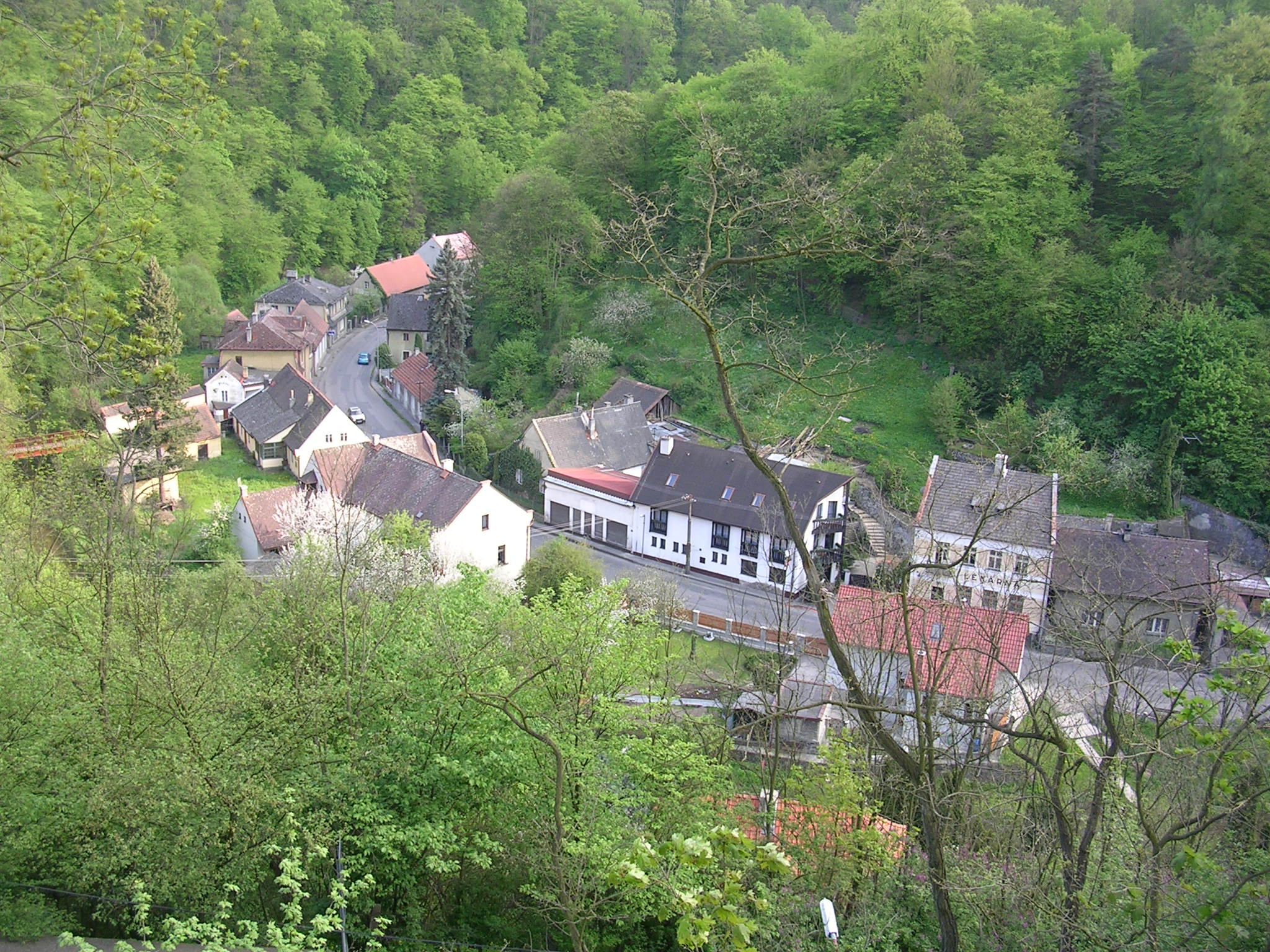
Dolní Křivoklát (Budy).
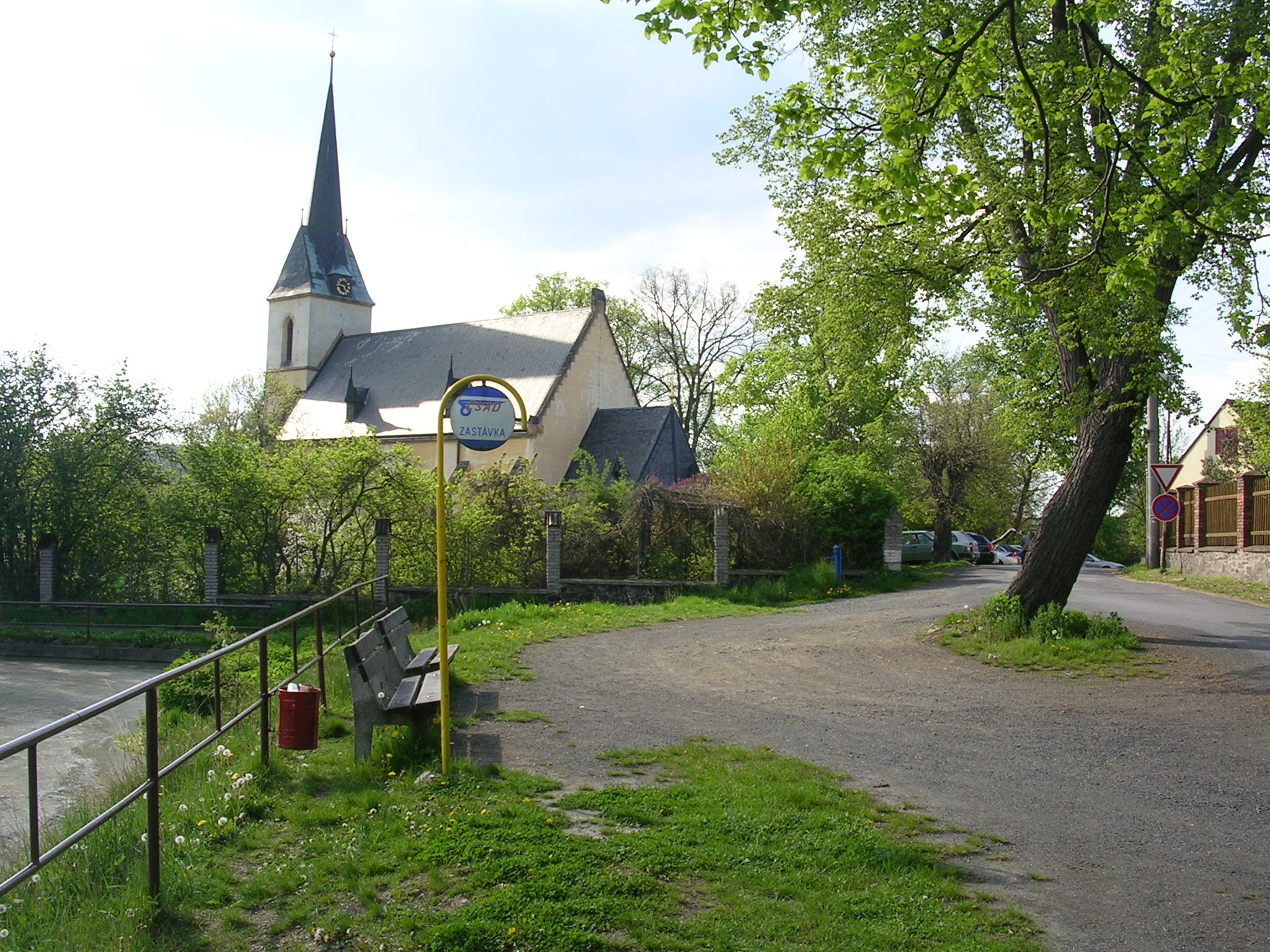
Amalín, kostel svatého Petra.
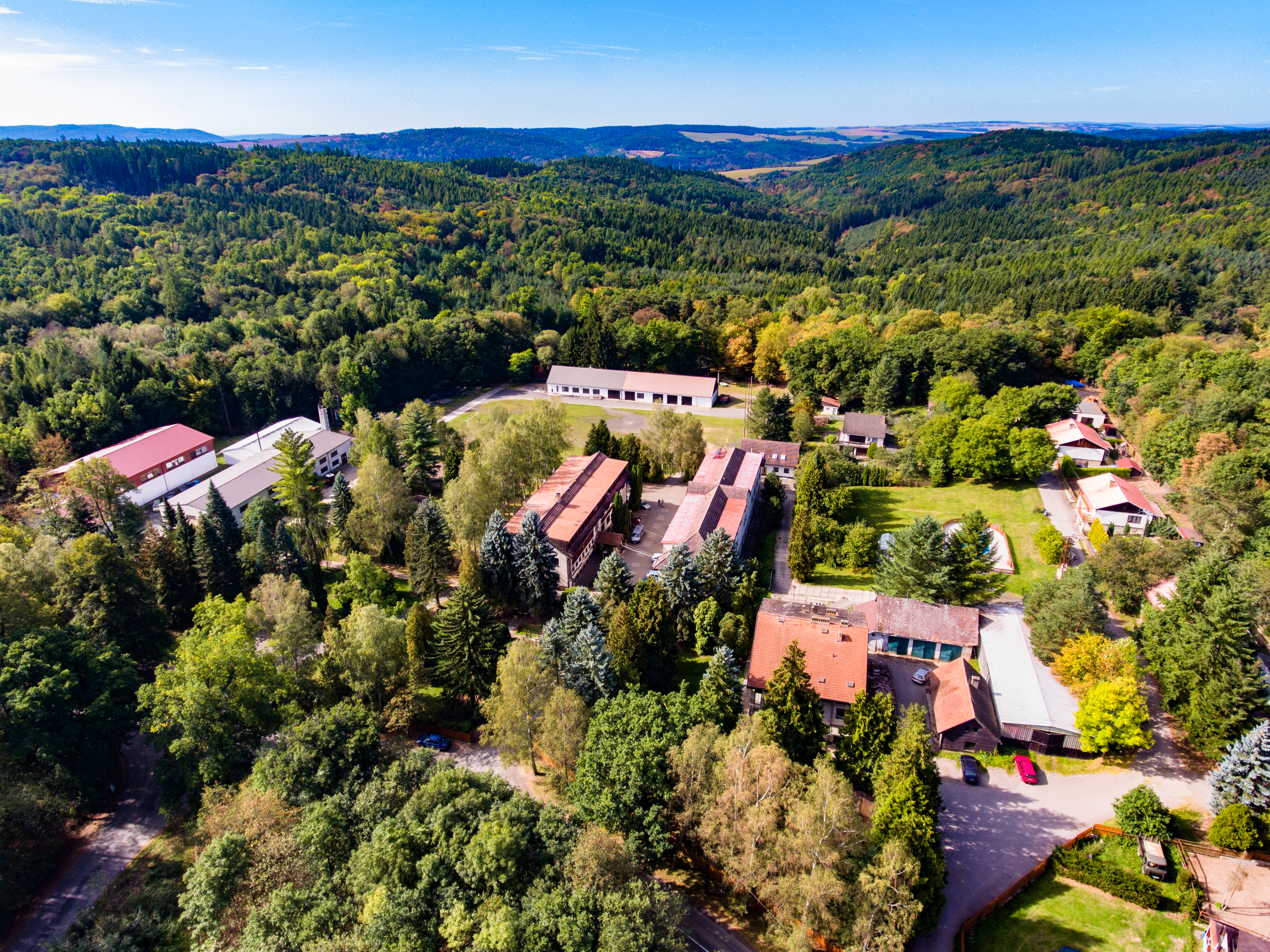
Písky, areál SLŠ a SOU Křivoklát
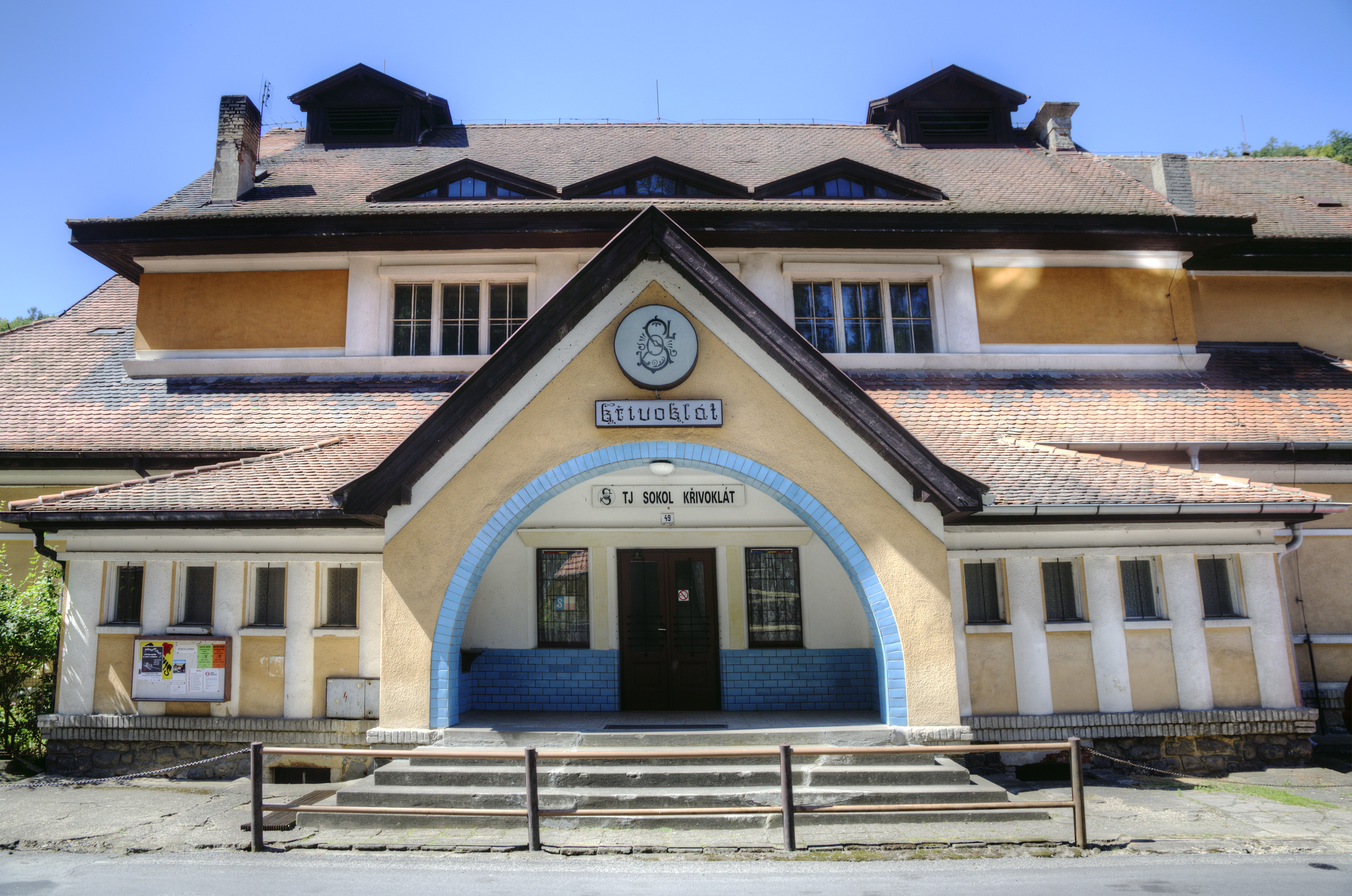
Sokol Křivoklát, postaveno 1924.